# Dan Dailey
Daniel James Dailey (ur. 14 grudnia 1915 w Nowym Jorku, zm. 16 października 1978 w Los Angeles) – amerykański aktor i tancerz, okazjonalnie reżyser i choreograf. Nominowany do Oscara za rolę w filmie When My Baby Smiles at Me.

## Życiorys
Od najmłodszych lat występował w wodewilach. Na Broadwayu zadebiutował w 1937 roku w musicalu Babes in Arms. W 1940 roku podpisał kontrakt z wytwórnią filmową Metro-Goldwyn-Mayer.
Podczas II wojny światowej służył w armii USA. Po wojnie powrócił do pracy aktorskiej. W 1947 roku zagrał w filmie Mama nosiła trykoty u boku Betty Grable. Rok później za rolę w filmie When My Baby Smiles at Me otrzymał nominację do Oscara. W 1950 roku został zaangażowany do filmu Podróż do Tomahawk, w którym partnerował Marilyn Monroe w początkach jej kariery. Trzy lata później spotkali się ponownie na planie filmu Nie ma jak show.
W 1970 roku Dailey został nagrodzony Złotym Globem dla najlepszego aktora w musicalu lub komedii telewizyjnej za rolę w The Governor & J.J.
Zmarł na anemię w wieku 62 lat w Los Angeles.